# Hedvig Malmström (gymnastikdirektör)
Hedvig Maria Kristina Malmström, född 3 maj 1863 i Stora Tuna, död 21 januari 1950 i Stockholm, var en svensk gymnastikdirektör och sjukgymnast. Hon var den första ordförande för Föreningen GCI.

## Biografi
Hedvig Malmströms far var inspektor vid Domnarvets såg i Stora Tuna i Dalarna. Familjen flyttade dock till Värmland och Hedvig Malmström växte upp i Karlstad där hon genomgick Karlstads högre elementarläroverk för flickor. Därefter sökte hon sig till Stockholm där hon genomgick en kurs vid Tekniska skolan för kvinnliga lärjungar (dagens Konstfack) 1881–1882. Hon berömdes för sin skicklighet i ornamentmodellering. Hon kom dock aldrig att verka inom det konstindustriella området utan valde i stället att utbilda sig till gymnastikdirektör.
Åren 1883–1885 studerade Hedvig Malmström vid Gymnastiska centralinstitutet (GCI) i Stockholm och tog en examen som innebar att hon kunde arbeta både som gymnastiklärare och som sjukgymnast. Efter examen arbetade hon, liksom många andra kvinnliga gymnastikdirektörer som hade som mål att etablera egna gymnastikinstitut, först en tid hos den välkände sjukgymnasten och majoren Thure Brandt för att lära sig hans gynekologiska massage, en behandlingsmetod som var internationellt respekterad och gav arbete. Efter en tids praktik i Stockholm sökte hon sig till Vasa där hon öppnade eget gymnastikinstitut tillsammans med en kurskamrat från GCI.
År 1889 lockades Hedvig Malmström till Dresden där hon blev ansvarig för den kvinnliga avdelningen vid Johan Oldevigs gymnastikinstitut, som åren 1883–1917 var ett av världens mest besökta sjukgymnastikinstitut. Hösten 1891 lämnade hon dock Dresden för att i stället resa till USA där hon anställdes av skolrådet i Sacramento, Kalifornien, som lärare i svensk gymnastik vid de offentliga skolorna. År 1893 flyttade hon till San Francisco, där hon tillsammans med gymnastikdirektören Harald Öhrvall drev Swedish Medical Gymnastic Institute.
I och med att Hedvig Malmström tillägnat sig goda kunskaper i medicin under sin utbildning och sitt yrkesliv, kunskaper som hon kompletterade med ytterligare studier, kunde hon ta examen vid Cooper Medical College i San Francisco (idag Stanford University School of Medicine). I slutet av 1896 promoverades hon till medicine doktor. Hon utsågs därefter till amanuens vid en av collegeklinikerna och drev även egen mottagning i San Francisco, specialiserad på kvinno- och barnsjukdomar. Hennes kompanjon Harald Öhrvall promoverades till medicine doktor vid samma institution året efter och utsågs till underläkare vid det kaliforniska kvinnosjukhuset.
Vid sekelskiftet 1900 återvände Hedvig Malmström till Sverige, där hennes examen dock inte gav henne möjlighet att arbeta som läkare. Hon anställdes i stället vid GCI för att förestå och leda undervisningen vid den sjukgymnastiska polikliniken.
När det 1902 bildades en intresseförening för kvinnliga gymnastikdirektörer, Föreningen GCI, med uppgift att stärka de GCI-utbildade kvinnornas ställning på arbetsmarknaden, utsågs Hedvig Malmström till föreningens ordförande. Den posten innehade hon i tio år. Hon var även engagerad för kvinnors rättigheter utanför arbetsplatsen och representerade bland annat Svenska Kvinnors Nationalförbund vid det internationella kvinnoförbundets kongress i Toronto i juni 1909. Politiskt var Hedvig Malmström konservativ och bland annat ledamot i Moderata kvinnoförbundets styrelse i Stockholm.
För att försäkra sig om och organisera kvinnligt deltagande i gymnastik vid OS i Stockholm 1912 bildades Kvinnliga Gymnastikföreningen Sverige hösten 1911 med Hedvig Malmström som ordförande. Den kvinnliga gymnastikuppvisningen var den enda aktiviteten på OS-programmet som kontrollerades och organiserades av kvinnor.
År 1916 reste Hedvig Malmström åter till USA där hon undervisade vid den privata högskolan för kvinnor Wellesley College utanför Boston samtidigt som hon arbetade som läkare vid skolan. År 1920 återvände hon till Sverige där hon under de kommande två decennierna delade sin tid mellan privatpraktik som sjukgymnast och Stockholms allmänna gymnastikavdelningar (SAGA) med dess inriktning mot gymnastik åt alla.
Hedvig Malmström avled i Stockholm 1950 och var vid sin död ännu engagerad för den svenska gymnastiken. Hennes grav finns på Norra begravningsplatsen i Solna.